# Râul Căliman
Râul Căliman este un curs de apă, afluent al râului Baicu.

## Hărți
- Harta județului Maramureș
- Harta munții Țibleș  Arhivat în 11 octombrie 2008, la Wayback Machine.